# Thomas Bumpsted
Thomas Brooks Bumpsted  (1822–1917) fue un cirujano inglés y remero de remo que ganó los Diamond Reto Sculls y Wingfield Sculls en 1844. Más tarde murió a la edad de 94 años en el distrito de Chesterton.
Bumpsted nació en Berkley (Somerset). Estudió medicina en el St George's Hospital, Londres y se convirtió en MRCS en 1844. En 1843 él remó el equipo St George's Club que ganó el Stewards 'Challenge Cup en Henley Royal Regatta. En el mismo año compitió sin éxito en Wingfield Sculls. En 1844, remando para Scullers Club, ganó el primer Diamond Challenge Sculls en Henley, superando a H Morgan de Christ Church, Oxford y J W Conant de St John's College, Oxford. Su tiempo fue de 10 minutos 32 segundos. Más tarde ese año ganó el Wingfield Sculls superando al titular Henry Chapman. En 1845 fue derrotado en el Wingfield Sculls por Chapman.
Bumpsted estaba en la práctica médica en Cambridge y era cirujano en Cambridge County Gaol.
Bumpsted se casó con Margaret Louisa Yaustin Doria de Flempton en 1856.